# Roy Carr
Roy Carr (Inglaterra, 1945 - 1 de julho de 2018) foi um jornalista de música britânico. Ele entrou para a New Musical Express (NME) no final dos anos 1960 e também foi editor das revistas Vox e Melody Maker. Seus trabalhos como autor ou co-autor incluem:
- The Beatles: An Illustrated Record  (1975), com Tony Tyler[1]
- Rolling Stones: An Illustrated Record (1976)[2]
- David Bowie: An Illustrated Record (1981), com Charles Shaar Murray[3]
- Elvis Presley: The Illustrated Record  (1982), com Mick Farren[4]
- Beatles at the Movies (1996)[5]

Carr também é famoso por ser o principal compilador de coletâneas gratuitas para a imprensa musical britânica por décadas. Durante os anos 1980 e 1990, Carr faz a compilação da maioria dos CD que eram dados com revistas como NME, Vox e Melody Maker.